# Candice Coke
Candice Coke (* im 20. Jahrhundert) ist eine US-amerikanische Schauspielerin und Drehbuchautorin.

## Karriere
Coke hatte Rollen in Fernsehserien wie beispielsweise Scrubs, The Game, Zeit der Sehnsucht oder Bones. In der Filmkomödie Sex and Death 101 (2007) spielte sie die Rolle der Greta Samsa. Im Filmdrama Temptation: Confessions of a Marriage Counselor (2013) spielte sie die Rolle einer Paartherapeutin.

## Filmografie (Auswahl)
- 2004: Scrubs – Die Anfänger (Scrubs, Fernsehserie, 2 Episoden)
- 2005: No Problema
- 2006: CSI: NY (Fernsehserie, Episode 2x23)
- 2006: Jung und Leidenschaftlich – Wie das Leben so spielt (As the World Turns, Fernsehserie, eine Episode 1x12851)
- 2007: Sex and Death 101
- 2007: Navy CIS (NCIS, Fernsehserie, Episode 5x09)
- 2008: Remarkable Power
- 2008: The Game (Fernsehserie, 3 Episoden)
- 2009: Ein fürsorglicher Sohn (My Son, My Son, What Have Ye Done)
- 2009: Mental (Fernsehserie, Episode 1x04)
- 2009, 2011: Bones – Die Knochenjägerin (Bones, Fernsehserie, 2 Episoden)
- 2010: Zeit der Sehnsucht (Days of our Lives, Fernsehserie, 5 Episoden)
- 2010: 90210 (Fernsehserie, 2 Episoden)
- 2011: Hung – Um Längen besser (Hung, Fernsehserie, Episode 3x06)
- 2013: Dallas (Fernsehserie, Episode 2x05)
- 2013: Touch (Fernsehserie, Episode 2x04)
- 2013: Temptation: Confessions of a Marriage Counselor
- 2014: The Algerian
- 2016: Last Goodbye
- 2017: NCIS: New Orleans (Fernsehserie, Episode 3x19)
- 2019: Proven Innocent (Fernsehserie, 8 Episoden)
- 2021: Magnum P.I. (Fernsehserie, Episode 4x07)
- 2021: Indemnity (Fernsehserie, 6 Episoden)
- 2021–2022: Kevin Can F**k Himself (Fernsehserie, 16 Episoden)
- 2023: Malum
- 2023: FBI: International (Fernsehserie, Episode 2x20)